# Recorduri ale planoristelor din România

### Recorduri naționale ale planoristelor din România
| Nr. crt. | Numele și prenumele                     | Data stabilirii    | Clasa planorului | Felul zborului     | Traseul sau localitatea      | Valoarea recordului |
| -------- | --------------------------------------- | ------------------ | ---------------- | ------------------ | ---------------------------- | ------------------- |
| 1        | Valentina Ghinea                        | 1949               | D.1              | Durată             | Sânpetru                     | 10 ore              |
| 2        | Rodica Popescu                          | 7 august 1950      | D.1              | Înălțime absolută  | București                    | 2140 m              |
| 3        | Rodica Popescu                          | 7 august 1950      | D.1              | Câștig de înălțime | București                    | 1850 m              |
| 4        | Rodica Popescu                          | 16 august 1950     | D.1              | Înălțime absolută  | București                    | 2270 m              |
| 5        | Valentina Ghinea                        | 1951               | D.1              | Înălțime absolută  | București                    | 2730 m              |
| 6        | Rodica Popescu                          | 8 august 1950      | D.1              | Distanță liberă    | București-Ghimpați           | 90 km               |
| 7        | Anoaneta Ștefănescu                     | 10 septembrie 1956 | D.1              | Distanță liberă    | Dudești-Cernov (Bulgaria)    | 202 km              |
| 8        | Aurelia Roșianu                         | 14 iulie 1957      | D.1              | Distanță liberă    | Iași-Alexeni                 | 283,5 km            |
| 9        | Aurelia Gheorghiu                       | 30 august 1963     | D.1              | Distanță liberă    | Iași-Cuza Vodă               | 325,5 km            |
| 10       | Valentina Ghinea și Anoaneta Ștefănescu | 1953               | D.2              | Distanță liberă    | Giulești-Cobadin             | 152 km              |
| 11       | Olga Gionea                             | 1951               | D.1              | Țel fix            | Giulești-Ciulnița            | 110 km              |
| 12       | Valentina Ghinea                        | 1951               | D.1              | Țel fix            | Giulești-Ciulnița            | 110 km              |
| 13       | Aurelia Roșianu                         | 26 iulie 1956      | D.1              | Țel fix            | Dudești-Fetești              | 126 km              |
| 14       | Aurelia Roșianu                         | 22 iulie 1960      | D.1              | Țel fix            | Strejnic-Râmnicu de Sus      | 201 m               |
| 15       | Rodica Popescu                          | 15 august 1950     | D.1              | Țel fix și retur   | București-Ploiești-București | 100 m               |

Datele din tabelul de mai mai sus se bazează pe lucrpările următoare:
- Firoiu, Vasile, Amazoanele cerului, Editura Albatros, București, septembrie 1978
- Cucu, Gheorghe, Istoricul zborului fără motor, Ed Stadion, 1972